# Zweite Republik (Sambia)
Die Zweite Republik bezeichnet in Sambia die Einparteienherrschaft der United National Independence Party von 1970 bis 1991. Staatspräsident Kenneth Kaunda bezeichnete sie offiziell als Einparteienpartizipationsdemokratie.

## Geschichte
Kaunda ließ sich diesen politischen Wandel zur Diktatur nach einigem Zögern nahelegen und durch ein Referendum legitimieren. Dieses fand am 17. Juni 1969 statt und war eine Ja/Nein-Abstimmung über größere Vollmachten des Präsidenten Kenneth Kaunda gegenüber der Nationalversammlung, mithin eine Stärkung von dessen Position.  Es gab 1.587.966 registrierte Wähler, von denen sich 1.103.352 an der Wahl beteiligten, also 69,5 Prozent. 39.667 Stimmen waren ungültig und 1.063.685 gültig. Mit Ja stimmten 904.337, also 85,02 Prozent, und mit Nein 159.348, also 14,98 Prozent.
Die Abstimmungen vom 5. Dezember 1973, 12. Dezember 1978, 27. Oktober 1983 und 26. Oktober 1988 waren Ja/Nein-Abstimmungen über den Präsidenten, in denen Kenneth Kaunda ohne Gegenkandidaten antrat. Weder die Zahl der registrierten Wähler noch die der Wahlbeteiligung sind für eine der Abstimmungen bekannt. 1973 waren 654.360 Stimmen gültig. Mit Ja stimmten 88,8 Prozent, und mit Nein 11,2 Prozent. 1978 wurden keinerlei Zahlen publiziert. 1983 stimmten mit Ja 95 Prozent und mit Nein 5 Prozent. Zu den Ergebnissen von 1988 wurden ebenfalls nie Zahlen veröffentlicht.